# Chionodes mongolica
Chionodes mongolica — вид лускокрилих комах з родини виїмчастокрилі молі (Gelechiidae).

## Поширення
Зустрічається в Україні, Росії (Південний Урал, Тува, Іркутська область, Забайкалля), Північній Кореї, Китаї (Цзілінь) і Монголії.